# インディペンデンス (沿海域戦闘艦)
インディペンデンス（USS Independence, LCS-2）は、アメリカ海軍の沿海域戦闘艦（LCS）。その名を持つ艦としては6隻目。
沿海域戦闘艦のプロトタイプの1隻であり、ジェネラル・ダイナミクスによって設計されたインディペンデンス級沿海域戦闘艦のネームシップである。
2009年12月18日に海軍に引き渡され、2010年1月16日に就役。その後2021年7月29日に退役となった。